# 孫應辰
孫應辰（1500年—？），字拱極，號葛亭，河南開封府睢州考城縣人，民籍，明朝政治人物。

## 生平
嘉靖七年（1528年）戊子科河南鄉試第七十名舉人。嘉靖八年（1529年）中式己丑科會試第三百七名，登第三甲第二百一十名進士。十三年任山东潍县知县。官至廣平府知府。

## 家族
曾祖孫壹；祖父孫拳；父孫伯驥，母李氏。重庆下。兄應堂。弟應節、應時、應聘。